# Spidercam

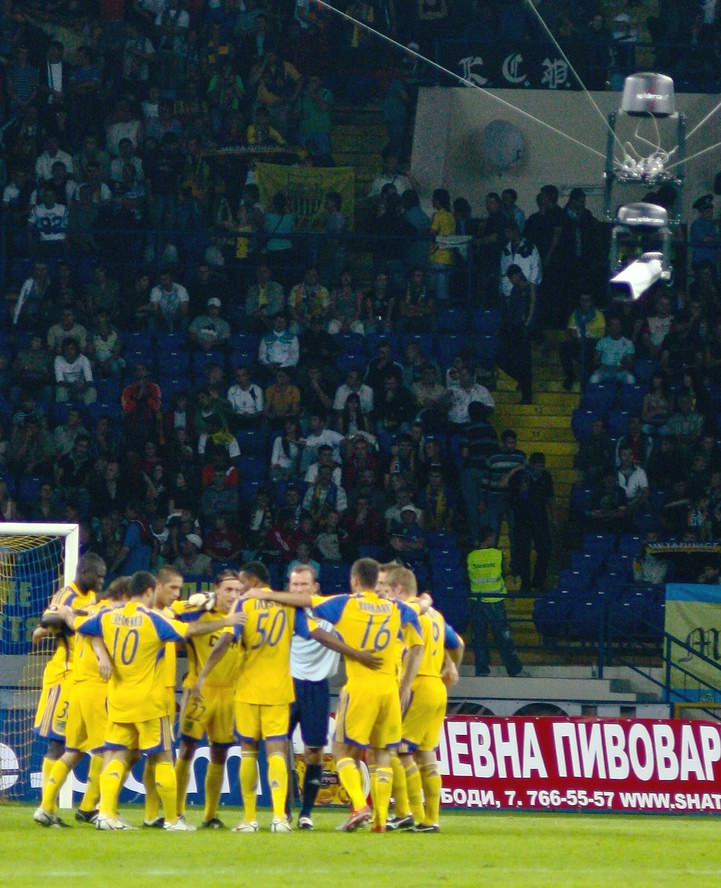
La Spidercam in azione in un incontro di calcio

La Spidercam o Spydercam è un sistema che permette ad una telecamera o macchina da presa di muoversi verticalmente e, in contemporanea, orizzontalmente, sopra una predeterminata area. Il nome Spidercam è un marchio registrato.

## Caratteristiche tecniche
Il sistema opera con quattro argani motorizzati posizionati ad ognuno dei quattro angoli alla base dell'area rettangolare coperta, ognuno connesso tramite cavi in kevlar ad una testa stabilizzata giroscopicamente su cui viene fissata la videocamera. Controllando indipendentemente la lunghezza dei cavi il sistema consente alla camera di muoversi in ogni posizione, in uno spazio tridimensionale.
Il sistema di "pilotaggio" è controllato da un software che invia i comandi ai quattro motori tramite connessioni a fibra ottica e due dei quattro cavi in Kevlar trasportano essi stessi, tramite ulteriori fibre ottiche, sia i comandi di brandeggio e movimento della testa remota (pan, tilt), sia i comandi sull'obiettivo della telecamera (fuoco, zoom e iris), nonché permettono il trasporto dei segnali dati e video in alta definizione della camera stessa fino alla postazione di controllo e quindi, tipicamente, alla regia.
I sensori giroscopici integrati nella testa remota permettono di stabilizzare la telecamera durante i movimenti. Con le sue capacità di movimento, che possono portare la telecamera, talvolta molto velocemente, fino al livello del terreno di gioco, offre delle inquadrature molto spettacolari e trasporta chi guarda la partita a pochi passi dai giocatori in campo.

## Utilizzo
Viene usata tipicamente per riprese su ambienti sportivi di ampio respiro come stadi di calcio, di tennis o di nuoto, in modo particolare nell'occasione di eventi importanti come match di finale, campionati mondiali o giochi olimpici.
Il suo utilizzo avviene anche nella produzione cinematografica nonché per riprese cine-televisive in eventi spesso esclusivi, come grandi concerti musicali e grandi spettacoli.

### In Italia
In Italia è stata usata da Sky Sport in particolari match calcistici, come avvenuto nelle "classiche", in alcuni derby milanesi o romani del campionato italiano e nella partita finale della Uefa Champions League di Roma 2009.
Tra gli stadi dove è stata usata vi sono:
- Stadio Giuseppe Meazza, Milano
- Stadio Olimpico, Torino
- Stadio Olimpico, Roma
- Stadio Diego Armando Maradona (Napoli), Napoli

La Spidercam è stata adottata, per la prima volta in uno studio televisivo, precisamente nell'area esterna alla famosa "casa", nell'edizione numero 9 del Grande Fratello il 20 aprile 2009 e successivamente dal programma Il più grande spettacolo dopo il weekend di Fiorello, su Rai 1. Viene utilizzata anche per riprendere i programmi televisivi registrati all'Arena di Verona.
Per la prima volta viene usata in un teatro, per il Festival di Sanremo 2018.
Successivamente l’utilizzo della Spidercam/Spydercam è tuttora adottato dal serale dalla trasmissione televisiva Amici di Maria De Filippi